# Le Grand Carnage
Le Grand Carnage (The Big Fat Kill) est le troisième volet de la série de comics Sin City de Frank Miller. Il a été publié en 5 volumes à partir de novembre 1994 aux États-Unis par Dark Horse Comics. En France, l'album est publié par Rackham en 2003.

## Résumé
La « vieille ville » de Basin City est un quartier bien gardé, où les prostituées ont leur quartier général. À la différence d'endroits similaires dans d'autres villes, ces filles n'ont pas besoin de souteneurs. Elles sont fortement armées et font régner leur « loi ». Cependant l'arrivée de Jackie Boy, un flic ripou mal intentionné, va perturber l'ordre établi. Jackie entre dans la vieille ville et commence à embêter Becky, l'une des prostituées. Il ignore que dans l'ombre, Miho, une impitoyable tueuse est prête à bondir, sur les ordres de Gail. Les filles de la vieille ville peuvent également compter sur l'aide de Dwight McCarthy, qui est revenu à Sin City après s'être fait refaire entièrement le visage.

## Personnages présents
- Agamemnon
- Becky
- Nancy Callahan
- Jack « Jackie Boy » Rafferty
- Gail
- Goldie
- Ava Lord
- Damien Lord
- Manute
- Marv
- Dwight McCarthy
- Miho
- Mort
- Sally
- Shellie
- Weevil
- Wendy

## Prix et récompenses
Prix Eisner 1996
- Meilleure mini-série
- Nomination au prix du meilleur artiste de couverture pour Miller

## Adaptation cinématographique
Ce troisième tome est l'une des parties de l'intrigue du film Sin City réalisé en 2005 par Robert Rodriguez et Frank Miller. Clive Owen y incarne Dwight, Benicio del Toro est Jackie Boy, Jaime King joue les jumelles Goldie et Wendy, Rosario Dawson est Gail, Becky est jouée par Alexis Bledel et Miho y est joué par Devon Aoki.
Contrairement au comic, dans le film Becky survit à la fusillade. En quittant l'hôpital, elle tombe sur le tueur de l'introduction du film qui lui propose une cigarette… Une scène coupée et rallongée pour l'édition director's cut montre la mort de Manute, découpé par Miho.